# مطبخ مدمج

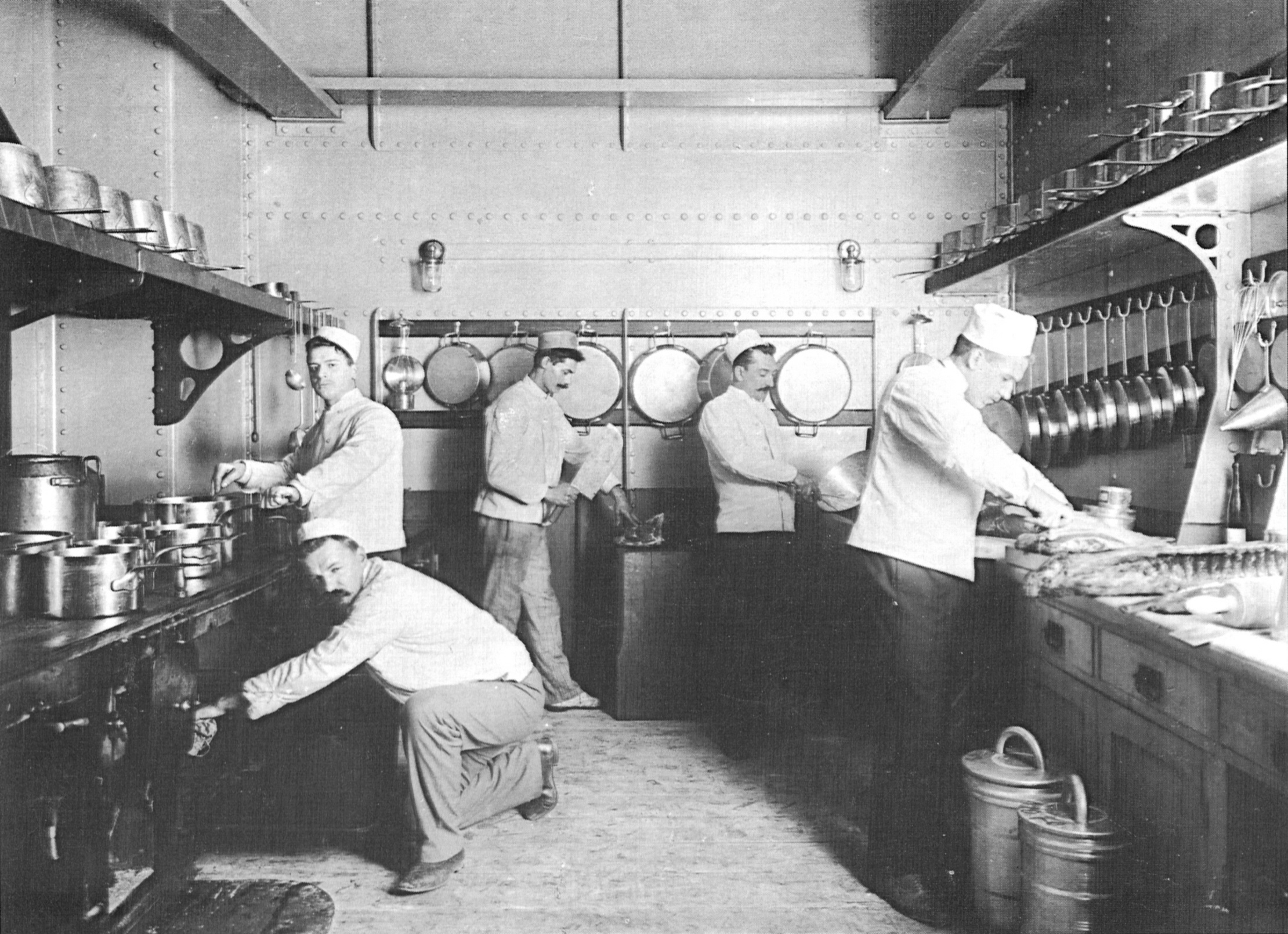
مطبخ مدمج في سفينة الركاب النمساوية، في البحر المتوسط حوالي العام 1905م.

المطبخ المدمج هو مقصورة في سفينة، قطار أو مركبة جوية حيث يطبخ ويجهز الطعام فيه. وأيضاً يمكن أن يرمز إلى مطبخ بري، في قاعدة بحريةـ أو بتصميم معين لمطبخ عادي.

## مطبخ السفينة
مطبخ السفينة هو المطبخ المدمج على متن السفينة، غالباً مايكون في نمط اعتيادي فعال، بوحدات طولية وأدراج معلقة. ويعد الأستخدام الأمثل من حيث المساحة المحدودة على متن السفينة. وأيضاً يستجيب لطبيعة تموج وميلان السفينة، مما يجعله مقاوماً أكثر لتحركات السفينة. ولهذا السبب المواقد في المطبخ المدمج تكون غالباً ذات محورين، كي لا تنسكب السوائل في المقالي. وأيضاً تتوفر على أقضبه لتمنع الطباخين من السقوط على المواقد الحارة.

## مطبخ مركبة الطيران

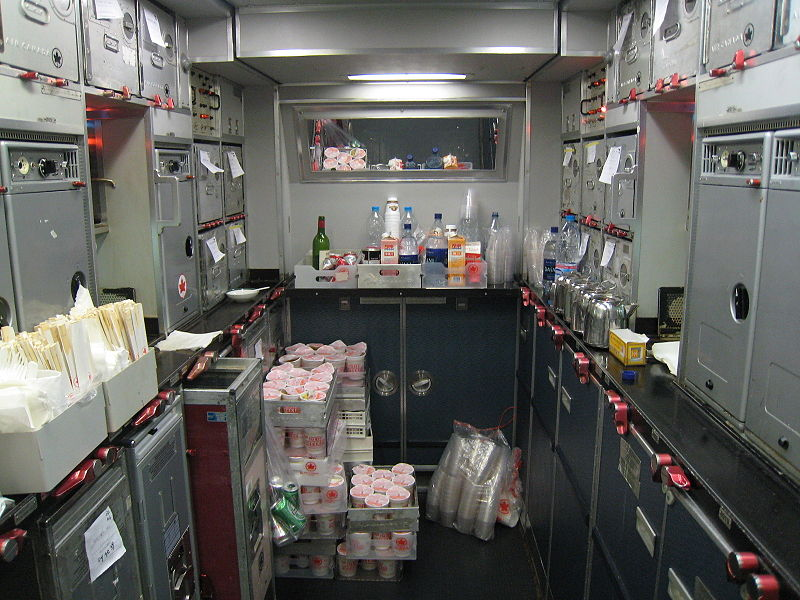
مطبخ مدمج في إيرباص إيه 340

كانت دوغلاس دي سي-3 أول طائرة بمطبخ مدمج مخطط لخدمة الطعام.
المطابخ المدمجة على الطائرات التجارية تحتوي على المعدات لخدمة وتقديم الطعام والشراب وأيضاً تحتوي على مقاعد القفز المخصصة لمضيفي الطيران، ومخازن معدات السلامة، وأيضاً أي شئ اخر قد يحتاجوه مضيفي الطيران خلال الرحلة. 